# Bicromato d'ammonio
Il dicromato d'ammonio (o pirocromato d'ammonio) è un sale d'ammonio dell'acido bicromico, di formula (NH4)2Cr2O7.
A temperatura ambiente si presenta come un solido arancione inodore. È un composto cancerogeno, mutageno, molto tossico, irritante, pericoloso per l'ambiente.
Si decompone per riscaldamento.